# Giuseppe Mya
Giuseppe Mya (Torino, 29 settembre 1857 – Firenze, 5 febbraio 1911) è stato un pediatra italiano.
Secondo il Dizionario biografico degli italiani, «Mya a Firenze, Luigi Concetti a Roma e Francesco Fede a Napoli sono considerati la 'gloriosa triade' dei pionieri della pediatria italiana». Più nello specifico, secondo Arturo Castiglioni, i tre accademici «con entusiasmo di scienziati e filantropi seppero con mezzi molto limitati dar vita a importanti centri di cultura pediatrica e ad essi si deve se l'insegnamento della pediatria è divenuto obbligatorio anche nelle nostre Università».

## Biografia
Giuseppe Mya ricevette il dottorato all'Università di Torino nel 1881 e acquisì insegnamenti più approfonditi con Camillo Bozzolo (1845-1920). Nel 1890 egli andò all'Università di Siena come Professore straordinario di propedeutica e patologia medica, e nel 1891 a Firenze come ordinario nell'Istituto degli studi Superiori. Nel 1900 diventò direttore della Clinica pediatrica.
Egli fu estremamente riconosciuto sia come patologo, sia come clinico, conducendo numerosi studi sulla meningite tubercolare. In Italia la malattia di Hirschsprung è conosciuta anche come malattia di Mya.